# Mycocalia duriaeana
Mycocalia duriaeana är en svampart som först beskrevs av Tul. & C. Tul., och fick sitt nu gällande namn av J.T. Palmer 1961. Mycocalia duriaeana ingår i släktet Mycocalia och familjen Agaricaceae.   Inga underarter finns listade i Catalogue of Life.